# Мухомор цитриновий
Мухомор цитриновий (Amanita citrina (Schaeff.) S. F. Gray, Amanita mappa (Batsch ex Lasch) Quél.) — гриб з родини мухоморових — Amanitaceae. Місцеві назви: мухомор жовтий, королиця жовта.

## Будова
Шапка 4-8(10) см у діаметрі, опукло- або плоскорозпростерта, з тупим, плоским, гладеньким краєм, лимонно-жовта, зрідка біла, зеленувата або оливкувата, з великими білими або бурувато-білими пластівцями, клейкувата. Пластинки білі, згодом жовтуваті. Спорова маса біла. Спори 8-11 Х 7-9 мкм, широкоовальні, майже кулясті, гладенькі. Ніжка (7-10)12 х 1-1,5 см, циліндрична, внизу з великою окантованою, жовтуватою або коричнюватою бульбою, порожня, з широким, жовтим, зверху пластівчастим кільцем, з прирослою піхвою. М'якуш білий із запахом редьки чи сирої картоплі.

## Поширення та середовище існування
Зустрічається по всій Україні. Росте у листяних, хвойних і мішаних лісах; у липні — листопаді. 

## Практичне використання
Неїстівний гриб. За зовнішнім виглядом деякою мірою подібний до блідої поганки. Природа отрути не з'ясована.

## Галерея

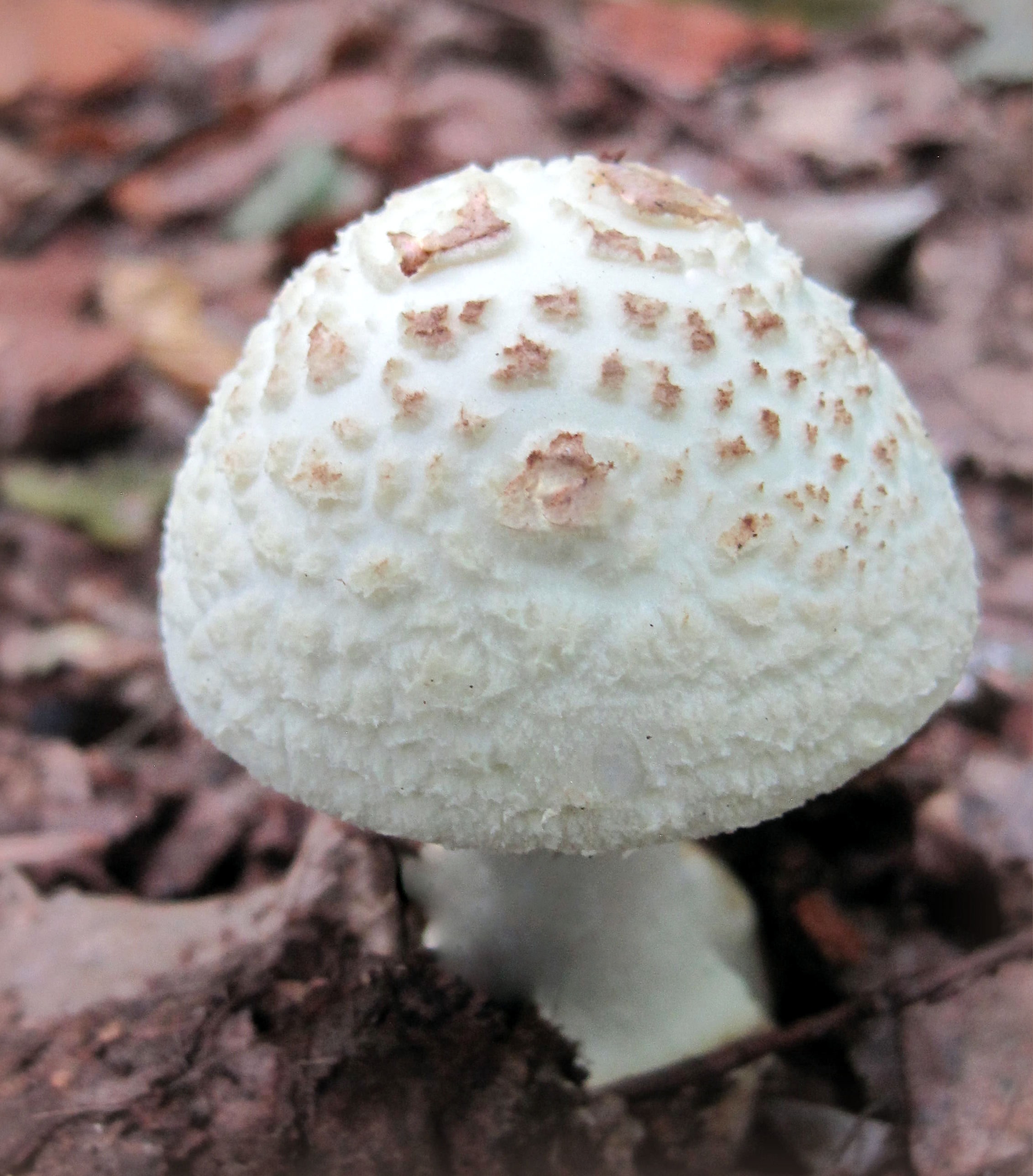
Мухомор цитриновий (Amanita citrina)